# フェニックスの光
フェニックスの光（フェニックスのひかり、英語:Phoenix Lights）は、1997年3月13日にメキシコのソノラ州やアメリカ合衆国のフェニックスを中心としたアリゾナ州の上空で、夜間に長時間に渡って目撃された謎の複数の光点物体である。
多数の住民によるUFO目撃事件としてメディアに取り上げられ、大きな話題を呼んだ。
事件後にアメリカ空軍による演習によって発生した光であると公表され、光の正体は照明弾だと説明された。しかし、現在でも照明弾であることを疑う人々が存在する。
英語表記ではPhoenix Lightsの他、the Lights over Phoenixの表記もある。

## 概要

アメリカ、アリゾナ州の位置

フェニックスの光が現れたのは、1997年3月13日の夜間の事であった。目撃された場所などによって正確な時間が異なるが、それは18:55MSTから23:00の間であったと言われている。推測による目撃者は、数千人から1万人に上ると言われている。目撃情報はメキシコのソノラ州周辺からアメリカのアリゾナ州周辺の300マイルにまで及ぶが、多くの目撃情報は人口密集地のアリゾナ州、フェニックスであった。
目撃情報には2つのパターンがある。1つは、上空にホバリングした状態で現れ、消えていった7つのV字型の物体と、もうひとつは上空を航空機のように通過していったとするやはり7つのV字型の物体である。いずれも、目撃地点から飛行物体までの距離によって、上空をホバリング飛行しているのと、通過飛行しているのとに見え方が変わったと解釈されている。

## 目撃

### 最初の目撃

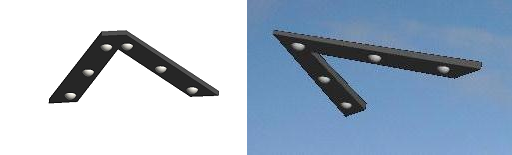
UFO説による想像図

確認されている最初の目撃情報は、アメリカのネバダ州、ヘンダーソンに住む男性のものである。彼は当日の18:55PST（19:55MST）頃に、V字型の6つのライトが上空を通過していったと語っている。ライト1つのサイズは、おおよそボーイング747程度であったとしている。伝えられるところによると、ライトは北西から南東に向かって横断していったという。

### プレスコットとプレスコット・バレーでの目撃
伝えられるところによれば、ライトはアリゾナ州のプレスコットやプレスコット・バレーでも見られた。

### フェニックスでの目撃
ライトはフェニックスを通過していった。フェニックス在住のミッチ・スタンリー（アマチュア天文学者）は、32mm望遠鏡でライトを観察した。彼は観察時、それが航空機だと思っていた。
その後フェニックスにおいて、次々に目撃情報が出た。最もフェニックスでの目撃情報で注目する点は、ライトが1つずつ現れ、1つずつ消えていったという事である。フェニックスでの多くの目撃情報が、7つのライトがV字型に飛行しているものであった。フェニックスでは多くの写真やビデオが撮影された。それらのビデオの多くが、ライトがフェニックス近郊の山岳の影になって見えなくなるのを撮影している。
ライトは州間高速道路10号線に沿って南東に進んでいった。南下していくオレンジ色のライトを、多くの高速道路のドライバーが目撃している。ライトはさらに南方でも目撃され、目撃情報は23:00MSTまで続いた。

### アメリカ空軍による説明

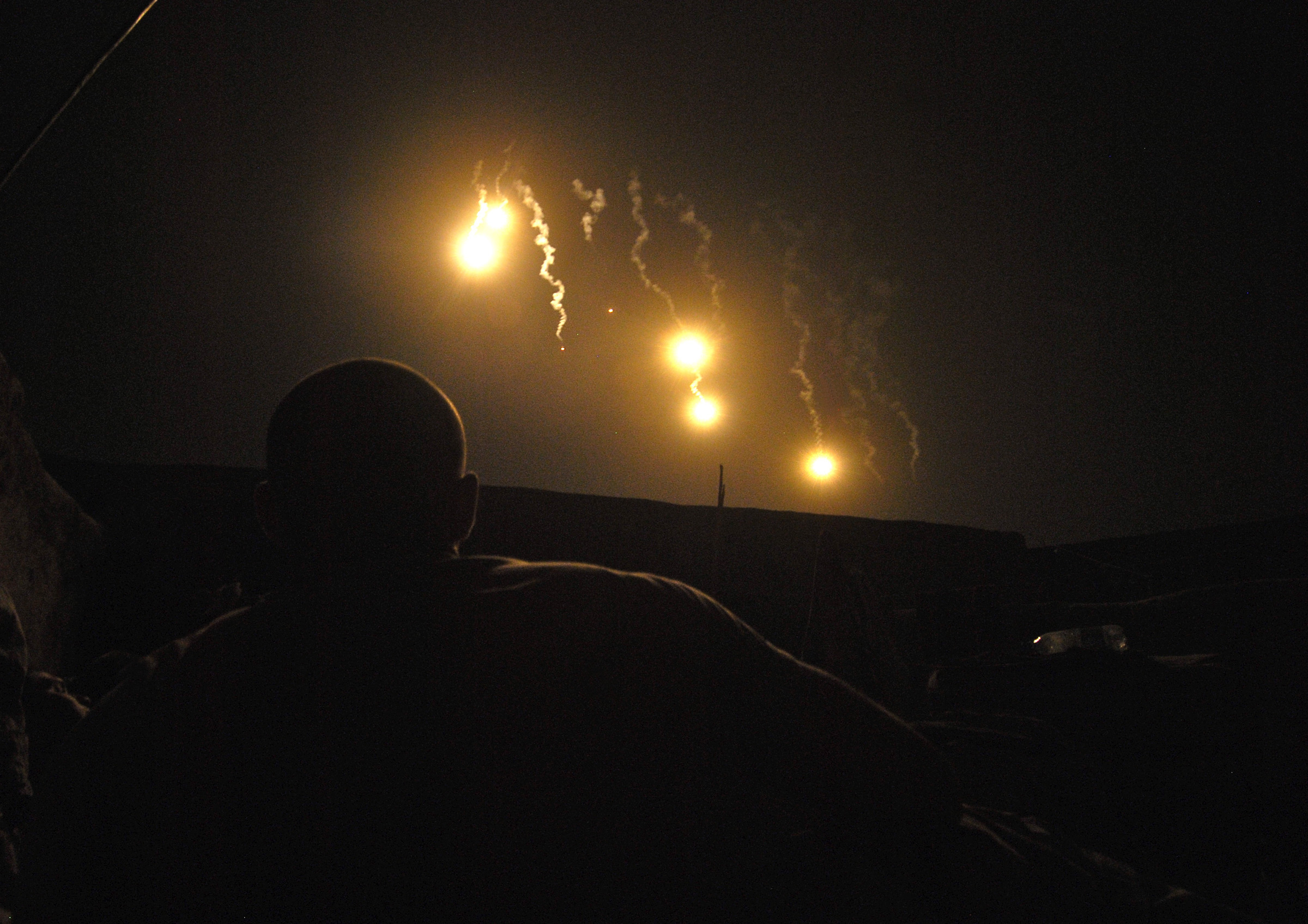
軍用照明弾（写真は榴弾砲
から打ち上げられた物）

事件後アメリカ空軍は、「事件は低空演習の誤認であった」と発表した。説明によると、事件日にアメリカ空軍所属のA-10数機が、訓練のため、ルーク空軍基地を中心として地域で照明弾(フレア)を投下していたという。ライトは、その照明弾の明かりであったと解説した。

### 軍の説明に対する反応
この軍の発表は多くの目撃情報やビデオの映像、写真と無理なく合致するものであり、当初から一定の軍事知識の有する人なら誰もが予想していた通りのものであった。また、UFO研究家でその存在の信奉者でもある、画像分析の専門家として知られるブルース・マカビーですら照明弾とする見解を発表した。
しかし、現在でも照明弾であることを疑う人々が存在する。ただし、そうした人達の中には、照明弾とフレアの違いを知らずに混同しているケースも少なくない。照明弾は落下傘で比較的長時間滞空し続けるが、ミサイル欺瞞用のフレアはそうではない。目撃された光の特徴が長時間の滞空と発光が不可能なフレアと一致しない事が理由としてしばしば挙げられる。これは英語では前者も”flare”と呼び、呼称上の区別がなく、軍が比較的身近な存在の米国であっても両者の違いが一般的には知られていないためである。
一方で、数多くのUFO画像・映像を分析してきたビデオエンジニアのジム・ディレトッソは、実際にA-10から照明弾が投下される映像とフェニックスの光の映像をコンピューターの映像解析ソフトを用いて比較した上で、「フェニックスの光は照明弾とは異なるものである」と断言している。その根拠として、双方の映像にヒストグラムによる色相解析をかけたところ、照明弾では色調と明度が不安定に変動するのに対し、フェニックスの光はまるで電球のように長時間に渡って安定を保っていることがあげられている。